# Der unsichtbare Dritte
Der unsichtbare Dritte (Originaltitel North by Northwest) ist ein US-amerikanischer Thriller, der 1959 von Alfred Hitchcock nach einem Drehbuch von Ernest Lehman gedreht wurde. Ein harmloser Werbefachmann wird in mörderische Geheimdienstintrigen verwickelt und flüchtet quer durch die Vereinigten Staaten.
Der unsichtbare Dritte zählt zu den populärsten Filmen von Alfred Hitchcock: Er ist einer von vier Hitchcock-Filmen, die es wiederholt, zuletzt 2020, in die Top 100 der 1000 besten Filme auf They Shoot Pictures geschafft haben. Für den online verfügbaren Katalog der 1000 besten Filme wurden über 9000 Listen mit Filmkritiken ausgewertet. Der Film belegt dort Platz 59, Das Fenster zum Hof ist auf Platz 41, Psycho auf Platz 23 und Vertigo – Aus dem Reich der Toten wurde zweiter.

## Handlung
Der New Yorker Werbefachmann Roger Thornhill wird während einer Geschäftsbesprechung im Plaza-Hotel von bewaffneten Männern abgefangen. Die Gangster halten ihn für einen Mann namens George Kaplan, den sie gezielt ans Telefon haben rufen lassen. Gerade als der Hotelbedienstete Kaplan ausrufen ließ, hatte sich zufällig Thornhill bei ihm gemeldet, um ein Telegramm aufzugeben. Durch diesen Zufall kommt die auf einer Verwechslung beruhende Geschichte in Gang. Thornhill wird mit vorgehaltener Pistole in ein Auto verfrachtet und zu einer Villa auf Long Island gebracht, deren Adresse und Eigentümer er dort auf einer offen herumliegenden Postsendung identifizieren kann. Ein elegant gekleideter Mann betritt sodann, ohne sich vorzustellen, den Raum in Begleitung eines Sekretärs, und Thornhill wird aufgefordert, mit ihnen zu kooperieren. Thornhill lehnt dies strikt ab. Er weiß überhaupt nicht, was die Männer von ihm wollen. Seinen Beteuerungen, dass er nicht Kaplan sei, schenken die Entführer keinen Glauben. Schließlich flößen sie ihm zwangsweise Bourbon ein, setzen ihn in ein gestohlenes Auto und wollen es über eine Klippe rollen lassen.
Doch Thornhill kann trotz seiner Trunkenheit mit dem Auto fliehen und wird vor den verfolgenden Gangstern von der Polizei festgenommen. Der Richter, vor dem er am nächsten Morgen steht, glaubt ihm seine Geschichte nicht, zumal ihm seine Mutter mit offener Missbilligung seines Lebenswandels auch noch in den Rücken fällt. Thornhill macht sich auf die Suche nach den Verantwortlichen. In der Villa finden sich keine Beweise für seine Schilderung. Es stellt sich heraus, dass anscheinend noch niemand, auch nicht das Hotelpersonal des Plaza, George Kaplan gesehen hat. Thornhill erfährt, dass er den Villenbesitzer Townsend bei der UN antreffen könne, und fährt zum UN-Hauptgebäude. Doch ehe der ahnungslose Townsend Thornhill Hinweise geben kann, wird er vor zahlreichen Anwesenden durch einen Messerwurf getötet. Zu Unrecht hält man Thornhill für den Mörder. Nun ist er nicht nur vor den Gangstern, sondern auch vor der Polizei auf der Flucht. Verzweifelt beschließt er, der Spur Kaplans weiter zu folgen. Er macht sich auf den Weg zum Grand Central Terminal.
Während einer Sitzung von Mitarbeitern der CIA wird George Kaplan eine Erfindung genannt, ein nicht existierender Spion, der die Aufmerksamkeit der Gegenseite von dem eigentlichen Spitzel ablenken soll. Um ihren eigenen Agenten nicht zu gefährden, schreitet die CIA nicht ein und überlässt Thornhill auf seiner Flucht sich selbst.
Im Zug nach Chicago lernt Thornhill die junge Eve Kendall kennen, eine attraktive, selbstsichere Frau, die ihn in ihrem Abteil vor der Polizei versteckt und eine Liebesaffäre mit ihm beginnt. Am Ziel wirkt sie abweisend, arrangiert aber für ihn telefonisch ein Treffen mit Kaplan an einer Bushaltestelle auf dem Land. Dort entgeht Thornhill mit Glück den Angriffen eines Sprühflugzeugs. Zurück in der Stadt erfährt er, dass Kaplan bereits vor dem angeblichen Telefonat aus seinem Hotel ausgecheckt hat. Eve, die er dort erblickt, will anscheinend nichts mehr von ihm wissen, führt ihn aber unbeabsichtigt zu einer Kunstauktion, wo er den mysteriösen Fremden aus der Villa wiedertrifft. Er erfährt dessen Namen „Vandamm“ und entdeckt, dass Eve dessen Geliebte ist. Eifersüchtig enthüllt er Eves Verhalten im Zug. Um Vandamms Helfern zu entkommen, die ihn umbringen wollen, stört Thornhill den Auktionsablauf durch massive Provokationen, beginnt eine Schlägerei und wird daraufhin von der Polizei abgeführt. Er wird jedoch auf eine telefonische Anordnung hin nicht zur nächsten Dienststelle, sondern zum Flughafen gefahren. Dort erwartet ihn der „Professor“, ein CIA-Verantwortlicher, der ihm die wahren Zusammenhänge erklärt: Eve wurde vom US-Geheimdienst angeworben und soll wertvolle Informationen über Vandamms Spionageorganisation liefern. Thornhill hat sie durch seine Szene in eine gefährliche Lage gebracht.

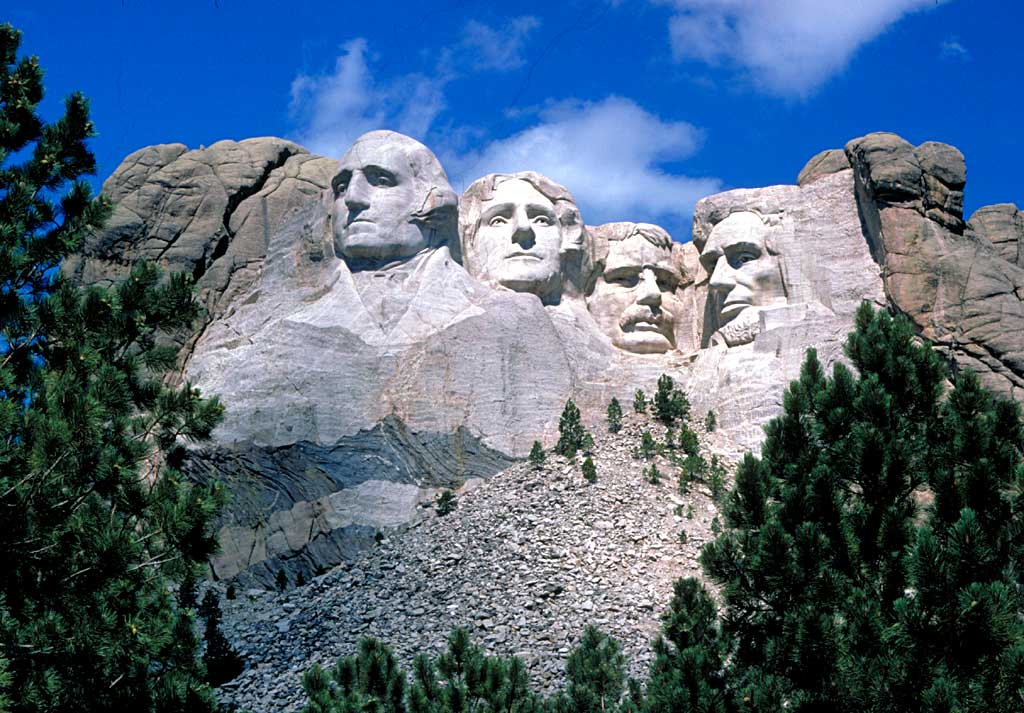
Der Mount Rushmore als Schauplatz für den Höhepunkt des Films. Hitchcock garnierte seine Filmhöhepunkte gerne mit Monumenten oder Wahrzeichen.

Um ihr zu helfen, erklärt sich Thornhill bereit, seine Rolle weiterzuspielen. Eve zeigt in einem Restaurant entgegen ihrem wahren Empfinden, dass sie genug von Thornhills Avancen hat, und erschießt ihn vor den Augen Vandamms zum Schein mit Platzpatronen. Dadurch soll dieser veranlasst werden, Eve auf seine unmittelbar bevorstehende Reise nach Europa mitzunehmen. Doch kurz vor dem Abflug mit einer Privatmaschine deckt „Sekretär“ Leonard den Schwindel auf, woraufhin Vandamm beschließt, Eve aus dem Flugzeug zu werfen. Thornhill, der das Gespräch der beiden heimlich mit angehört hat, kann Eve in letzter Minute retten. Gemeinsam fliehen sie mit einer kleinen Statue, in der Vandamms Spionagematerial versteckt ist, zum nahegelegenen Mount Rushmore National Memorial. Einen der Verfolger kann Thornhill in die Tiefe stürzen, und als Leonard die Statue an sich bringt und seinerseits kurz davor ist, Thornhill und Eve abstürzen zu lassen, wird er von der Polizei erschossen. Dem inzwischen festgenommenen Vandamm, der neben einigen Polizisten und dem Professor stehend das Geschehen verfolgt hat, bleibt nichts, als sich zu beklagen: „Ich finde das nicht sehr fair, richtige Patronen zu gebrauchen.“
Derweil hält Thornhill Eve über dem Abgrund an den Händen und fordert sie auf, sich hochzuziehen. Abrupt wird die Szene verändert und Thornhill und Eve finden sich – nun als Ehepaar – im Schlafwagen eines Zuges wieder, wo er sie nun auf das Bett hochzieht. Sie küssen sich und der Zug fährt in einen Tunnel.

## Inszenierung und Rezeption
Hitchcock und sein Drehbuchautor Ernest Lehman konzipierten Der unsichtbare Dritte als eine Abfolge von Abenteuern, die der von Grant verkörperte Protagonist Roger O. Thornhill auf der Suche nach der Lösung des Rätsels überstehen muss. Wie in Hitchcocks früheren Filmen Die 39 Stufen (1935) und Saboteure (1942) gerät der sympathische männliche Held in eine wilde Fluchtgeschichte, die ihn quer durch das Land treibt. Ähnlich wie in Saboteure findet auch hier der Showdown an einem US-amerikanischen Symbol statt: War es in dem 1940er-Jahre-Film die Freiheitsstatue, ist es hier nun das Mount Rushmore National Memorial.
Die Abenteuer sind ohne wesentliche Übergänge aneinandergereiht. In jeder dieser Szenen steht Thornhill im Mittelpunkt. Nur einmal im Verlauf der über zwei Stunden schwenkt das Geschehen kurz von ihm ab, als nach etwa einem Drittel des Films der Zuschauer in einer Besprechung bei der CIA über die wahren Zusammenhänge aufgeklärt wird. Dieses Stilmittel der lückenlosen Aneinanderreihung einzelner dramaturgischer Höhepunkte nutzte Hitchcock zum ersten Mal in Die 39 Stufen, der auch als Vorgängerfilm von Der unsichtbare Dritte angesehen wird.
Mit Der unsichtbare Dritte hat Alfred Hitchcock einen seiner leichtesten und humorvollsten Spionagefilme inszeniert. Die Leichtigkeit und die Eleganz dieses Films haben sehr viele danach entstandene Filme beeinflusst, nicht zuletzt auch die in den 1960er Jahren entstandenen James-Bond- sowie die Indiana-Jones-Filme. Der unsichtbare Dritte war für lange Zeit Hitchcocks letzter vorwiegend heiterer Film.
Als ein wesentliches Merkmal von Hitchcock-Filmen gilt der sogenannte MacGuffin, ein Objekt, das Ausgangspunkt eines Plots sein kann oder auch wichtigstes Motiv für das Handeln der Figuren, dessen konkreter Inhalt aber von untergeordneter Wichtigkeit ist. In North by Northwest versucht Vandamm, Dokumente mit Regierungsgeheimnissen außer Landes zu bringen. Welcher Art diese Geheimnisse sind, warum der Professor und die CIA es unbedingt verhindern müssen, das wird im Film mit keinem Wort erklärt. Im Gespräch mit François Truffaut sagte Hitchcock: „Mein bester MacGuffin – darunter verstehe ich: der leerste, nichtigste, lächerlichste – ist der von North by Northwest ... der MacGuffin, reduziert auf seinen reinsten Ausdruck: nichts.“

### Einzelne relevante Szenen und Sequenzen
Viele einzelne Szenen und Episoden des Films dienten in den folgenden Jahrzehnten als Vorlage für Szenen in Abenteuer- und Kriminalfilmen anderer Regisseure.
Keine Drehgenehmigung für den UN-Hauptsitz
Die Mordszene bei den Vereinten Nationen wollte Hitchcock ursprünglich direkt im UNO-Hauptquartier in New York drehen, doch er erhielt keine Drehgenehmigung. Immer wieder wurde seither verbreitet, Hitchcock habe daraufhin mit versteckter Kamera unter der Gefahr, entdeckt zu werden, im Gebäude gefilmt. Es wurden jedoch lediglich von als Touristen getarnten Mitarbeitern Fotos gemacht, auf deren Basis im Studio die Lobby rekonstruiert wurde. Die einzige am Originalort gedrehte Einstellung ist die Totale, als „Cary Grant in das Gebäude hineingeht“; sie wurde von der Straße aus einem Lastwagen gefilmt. Erst über 40 Jahre später durften innerhalb des UNO-Gebäudes erstmals Aufnahmen für einen Spielfilm gemacht werden: Sydney Pollack drehte 2004 dort für Die Dolmetscherin.
Die „Maisfeldszene“
Eine oft referenzierte und kopierte Szene – eine der bekanntesten Hitchcock-Szenen überhaupt – ist die sogenannte „Maisfeldszene“. Von Eve Kendall in eine Falle gelockt, steht Thornhill auf einer einsamen Landstraße inmitten der Prärie und wartet auf eine angebliche Verabredung. Zunächst passiert fünf Minuten lang fast nichts. Durch die Wahl der Perspektive und durch den Schnitt nimmt der Zuschauer an der gespannten Erwartung und an Thornhills Skepsis teil. Ein Schädlingsbekämpfungsflugzeug entpuppt sich für ihn schließlich als Bedrohung. Es fliegt äußerst knapp über ihn hinweg und beschießt ihn dabei mit einem Maschinengewehr. Thornhill flüchtet zunächst in ein nahes Maisfeld. Der Doppeldecker wirft dort sein Schädlingsbekämpfungsmittel über ihm ab, worauf Thornhill wieder auf die Straße flüchtet und versucht, einen Laster anzuhalten. Dabei wird er von diesem beinahe überfahren. Der Doppeldecker fliegt schließlich in den Tanklaster und lässt diesen explodieren.
Hitchcock konterkariert mit dieser Szene ein bis dahin gängiges Filmklischee, nach dem eine bedrohliche Situation ein ebenso bedrohliches Umfeld erfordert: einen düsteren Ort und eine unübersichtliche Szenerie. Die Maisfeldszene wird oftmals als besonders exemplarisch für Hitchcocks präzise Arbeitsweise mit Storyboards genannt. Tatsächlich wurde sie jedoch ohne ein solches gedreht. Die vermeintlichen Storyboardzeichnungen für North by Northwest wurden erst nachträglich für Werbezwecke angefertigt.
Die Szene, die im Film im ländlichen Indiana spielt, wurde tatsächlich in Kalifornien nordwestlich der Stadt Wasco ⊙ gedreht. Hitchcock ließ Verkehrsschilder anbringen, wie sie in Indiana üblich sind, und die kalifornischen Schilder für die Dauer der Dreharbeiten abmontieren.
Die „Filmfehler“-Szene
Obwohl Hitchcock als sehr akribisch galt, ist ihm dennoch ein – mittlerweile legendärer – Filmfehler (blooper) unterlaufen: Als Eve Kendall im letzten Drittel des Films Thornhill zum Schein erschießt, hält sich ein kleiner Junge im Hintergrund in Erwartung des lauten Knalls bereits Sekunden vor dem Schuss die Ohren zu, obwohl er nichts von Eves Absicht wissen und die Waffe aus seinem Blickwinkel nicht sehen kann.
Idee für eine nicht gedrehte Szene
Hitchcock wollte eine weitere Szene in einem Detroiter Automobilwerk drehen. Cary Grant und eine zweite Person gehen in einer langen, ungeschnittenen Einstellung an einem Fließband entlang, auf dem in diesem Moment ein Auto komplett zusammengebaut wird, von der ersten Schraube an. Am Ende der Szene öffnen sie die Tür des soeben fertiggestellten Autos, und heraus fällt ein Toter, und zwar genau die Person, über die sich die beiden während der letzten Minute unterhalten haben. Nach realistischen Maßstäben ist das unmöglich, unter dramaturgischen Gesichtspunkten ein Gedanke, der Hitchcocks Vorstellungen davon verdeutlicht, wie die Realität transzendiert werden müsse. Hitchcock ließ die Idee schließlich fallen, da er nicht wusste, wie er sie in den Film integrieren sollte.
Die Szene am Mount Rushmore
Ebenfalls bekannt geworden ist die Flucht von Eve und Thornhill über die steinernen Präsidentenköpfe des Monuments von Mount Rushmore gegen Ende des Films. Die Parkverwaltung von Mount Rushmore gab ihre Drehgenehmigung nur unter der Auflage, dass in den Szenen am Denkmal keine Brutalität vorkommen sollte. Was sie im fertigen Finale sahen, befanden sie dann doch als zu gewalttätig und verlangten, aus den Starttiteln genommen zu werden, wo ihnen der Dank für die Zusammenarbeit ausgesprochen wurde. Viele dieser Einstellungen wurden allerdings wie üblich an Pappmaché-Bergen im Studio gedreht.
Schlussszene und Zensur
Die Schluss-Szene von Der unsichtbare Dritte war schließlich Hitchcocks größter Sieg über die damalige Zensur. Nachdem Cary Grant Eva Marie Saint zu sich nach oben in das Bett eines Schlafwagens gezogen hat (dabei allerdings notwendigerweise mit seiner Anrede „Mrs Thornhill“ eine Eheschließung zwischenschaltet), küssen sich die beiden. Es erfolgt ein Schnitt, und man sieht in der letzten Szene des Films einen Zug in einen schmalen dunklen Tunnel rasen. Dies ist, so formulierte es Bill Krohn in Hitchcock at Work, die expliziteste Beschreibung des Sexualakts in einem US-Film zu Zeiten des Production Code. Hitchcock selbst nannte es die „impertinenteste Schlusseinstellung, die ich je gemacht habe“. Sehr früh ahnte er, dass der Film zu einigen psychoanalytischen Deutungen Anlass geben würde, und hat sich darüber mokiert: „Es gibt in North by Northwest gar keine Symbole. Ah, doch, eines gibt es. Die letzte Einstellung, als nach der Liebesszene zwischen Grant und Eva-Marie Saint der Zug in den Tunnel fährt. Das ist ein phallisches Symbol. Aber sagen Sie das niemandem.“

## Cameo
Alfred Hitchcock richtete sich seit seinem Film Der Mieter zum Teil aus Aberglauben regelmäßig einen kurzen, stummen Cameoauftritt in seinen Filmen ein. Hier verpasst er – am Ende des Vorspanns, gerade als sein eigener Name im Vorspann erwähnt wurde – einen Bus. Da er wusste, dass die Cineasten mittlerweile in seinen Filmen auf seinen Kurzauftritt warteten, plante er sich relativ früh am Anfang ein; damit die Zuschauer „sich den Film in Ruhe ansehen können, bringe (er) es möglichst immer in den ersten fünf Minuten des Films hinter (sich)“.

## Hintergrund
Dieser Thriller gilt als die Zusammenfassung der amerikanischen Filme Hitchcocks, in dem der Regisseur mit den typischen Elementen seiner früheren Filme jongliert. Es ist Hitchcocks letzter Film mit Cary Grant und Grants wahrscheinlich bekanntester Film.
Es ist Hitchcocks letzter Film in VistaVision, dem einzigen von Hitchcock eingesetzten Breitwandverfahren. Er ist mit 136 Minuten Filmlänge in der Kinoversion Hitchcocks längster Spielfilm. Das Studio bestand zunächst auf Kürzungen des als zu lang empfundenen Films, was Hitchcock jedoch unter Verweis auf eine Vertragsklausel abwenden konnte.
Über die Entstehung des Originaltitels North by Northwest gibt es verschiedene Spekulationen, denn es gibt in Shakespeares Hamlet einen Vers, in dem die Himmelsrichtung north-north-west erwähnt wird. Da sich Hitchcock bereits 1945 einmal mit einem Projekt einer modernisierten Hamlet-Verfilmung beschäftigte, scheint es nicht ausgeschlossen zu sein, dass die Idee zu North by Northwest auf dieses Projekt zurückgeht. Stanley Cavell vertritt darüber hinaus in seiner Studie zum Film die Ansicht, dass sich tatsächlich zahlreiche Motive auf Hamlet zurückführen lassen. Der Vorstellung, dass damit auch die Festlegung des Filmtitels etwas zu tun habe, ist Drehbuchautor Ernest Lehman später vehement entgegengetreten: Vielmehr sei zunächst In a North-Westerly Direction einer der Arbeitstitel des Films gewesen – er bezog sich grob auf die Himmelsrichtung, in der sich im Laufe des Films das Geschehen geographisch verlagert. Die Verkürzung zu North by Northwest sei ein Einfall eines Mitarbeiters der Produktionsgesellschaft MGM gewesen. Außerdem wird bei der Abreise aus Chicago die Fluggesellschaft Northwest Airlines benutzt. Tatsächlich existiert keine Himmelsrichtung north by northwest, lediglich northwest by north, north-north-west und northwest by west. 
Über die Quelle eines Dialogsatzes gibt es dagegen keine Zweifel. Als Thornhill und der Professor, auf die Ankunft von Vandamm und Eve Kendall wartend, auf einer Aussichtsterrasse in Richtung Mount Rushmore schauen, sagt Thornhill, dass ihm der Blick von Teddy Roosevelt gar nicht gefalle. Der Professor entgegnet, Roosevelt wolle wohl einen gewissen Mr. Kaplan ermahnen in dem Sinne: „Speak softly, and carry a big stick.“ Und dies ist tatsächlich ein von Theodore Roosevelt in Reden benutztes Sprichwort.
Jessie Royce Landis, die in Der unsichtbare Dritte die Mutter von Cary Grant spielt, war im wahren Leben gerade sieben Jahre älter als dieser (sie 62, er 55 Jahre alt). Eine vergleichbar kuriose Mutter-Sohn-Besetzung verwendete Hitchcock in Berüchtigt mit „Mutter“ Leopoldine Konstantin, die nur vier Jahre älter als „Sohn“ Claude Rains war.
Leo G. Carroll ist durch sein Auftreten als Geheimdienstchef in Der unsichtbare Dritte das sechste Mal als Schauspieler an einem Film unter der Regie von Alfred Hitchcock beteiligt. Damit ist er der Schauspieler mit den meisten Sprechrollen in Hitchcock-Filmen. Er spielt im Film eine Parodie des FBI-Chefs J. Edgar Hoover, die sich in einer Parodie von Hoovers Sekretärin Helen Gandy als Mrs. Finlay (gespielt von Madge Kennedy) fortsetzt.

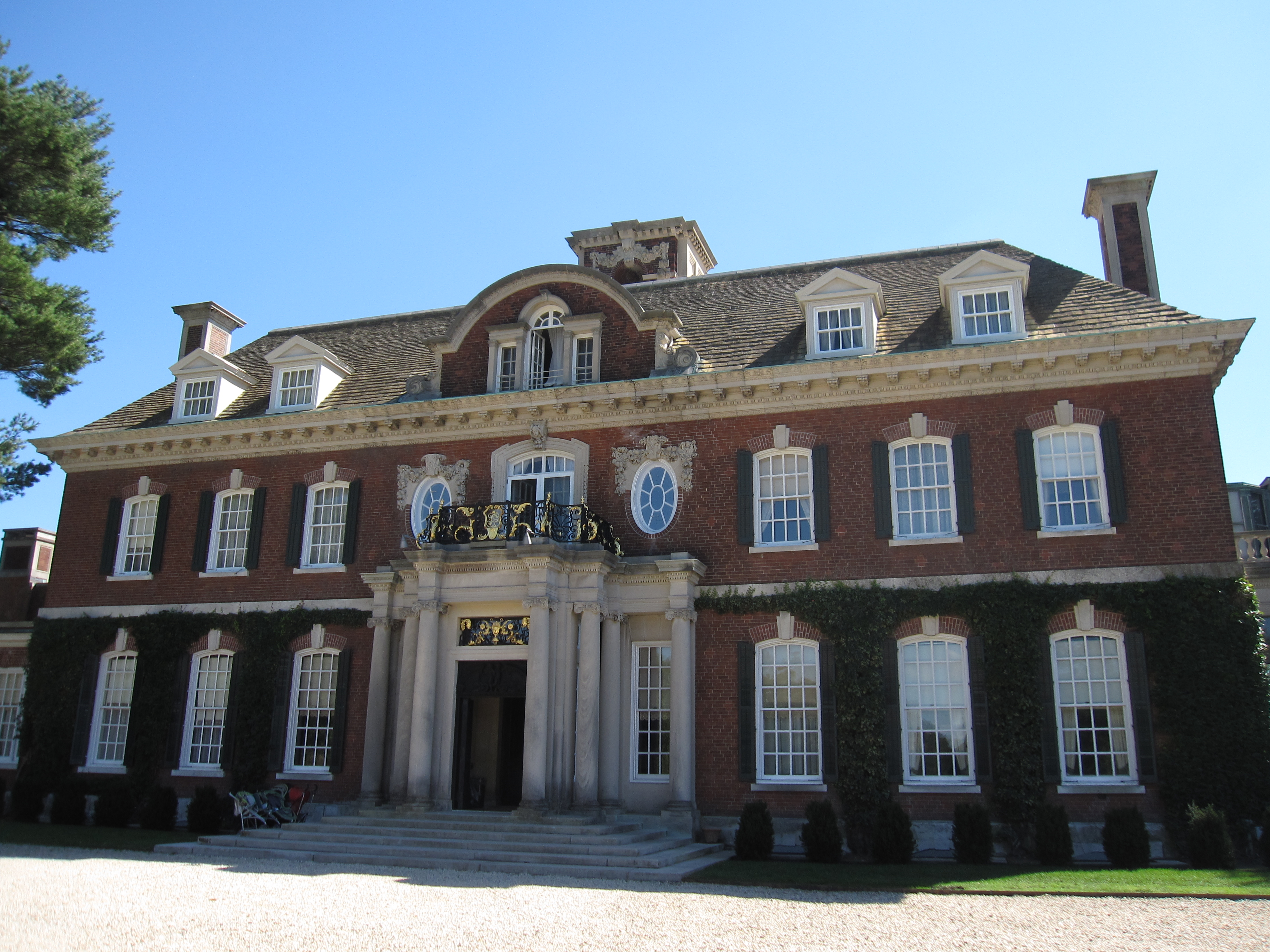
Old Westbury Gardens

Zu Beginn des Films wird Roger Thornhill entführt und von Vandamms Schergen zu einem Landsitz gefahren. Dort wird Thornhill unter Alkohol gesetzt und anschließend auf die Straße expediert. Der Landsitz, in dem diese Szenen gedreht wurden, gehört zu einer öffentlichen Parkanlage namens Old Westbury Gardens auf Long Island, New York.
Vandamms Haus in der Nähe des Mount Rushmore National Memorial war ein Mock-up und bezieht sich stilistisch auf die Architektur von Frank Lloyd Wright.

## Deutsche Synchronfassung
Anders als einige andere Hitchcock-Filme (wie Vertigo – Aus dem Reich der Toten, Das Fenster zum Hof oder Cocktail für eine Leiche) wurde Der unsichtbare Dritte bis dato nur ein einziges Mal synchronisiert. Da es sich bei diesem Film um Hitchcocks erste und einzige MGM-Produktion handelte, wurde die deutsche Bearbeitung von den damaligen MGM-Synchronstudios in Berlin-Tempelhof ausgeführt.
Ungewohnt ist in der Synchronisation die deutsche Stimme von Cary Grant, der hier nicht von seinem Stammsynchronsprecher Curt Ackermann vertont wurde. Dieser spricht stattdessen den Professor, gespielt von Leo G. Carroll. Der für die Dialogregie der Synchronfassung beim MGM-Synchronstudio verantwortliche Erik Ode besetzte sich (laut bekannten Informationen) selbst für Cary Grant – dieser Annahme widerspricht allerdings Odes Autobiographie, in der die Rede davon ist, dass er schon seit Jahren eben nicht mehr Synchronregie geführt hatte und die Besetzung als Sprecher ein Freundschaftsdienst für ihn war. Da zur Zeit der Erstaufführung von Der unsichtbare Dritte bereits einige sehr erfolgreiche Filme mit Grant im deutschsprachigen Raum gezeigt worden waren (darunter der ebenfalls von Alfred Hitchcock inszenierte Film Über den Dächern von Nizza) und Ackermann all diese vertont hatte, wurde die Umbesetzung der Stimme als Fehler angesehen.
Im deutschen Fernsehen war Der unsichtbare Dritte erstmals am 26. Dezember 1970 um 23:10 Uhr im ZDF zu sehen.
| Rolle                         | Schauspieler         | Dt. Synchronstimme |
| ----------------------------- | -------------------- | ------------------ |
| Roger O. Thornhill            | Cary Grant           | Erik Ode           |
| Eve Kendall                   | Eva Marie Saint      | Eva Pflug          |
| Phillip Vandamm               | James Mason          | Friedrich Joloff   |
| Der Professor                 | Leo G. Carroll       | Curt Ackermann     |
| Clara Thornhill               | Jessie Royce Landis  | Friedel Schuster   |
| Leonard, Vandamms Handlanger  | Martin Landau        | Dietrich Frauboes  |
| Frau Townsend                 | Josephine Hutchinson | Herta Kravina      |
| Lester Townsend               | Philip Ober          | Kurt Waitzmann     |
| Maggie, Thornhills Sekretärin | Doreen Lang          | Ursula Diestel     |
| Dienstmädchen Elsie           | Maudie Prickett      | Alice Treff        |
| Kellner Victor                | Harry Seymour        | Klaus Schwarzkopf  |
| Farmer                        | Andy Albin           | Otto Czarski       |

## Kritiken
„Ein brillantes Kinostück mit spannungsvollem Suspense, verblüffenden Kehrtwendungen und spielerischen Überraschungen. Hitchcock vereint auf virtuose, zugleich höchst unterhaltsame Weise alle Qualitäten des Thrillers, des Abenteuerkinos und der Kriminalkomödie und bietet ganz nebenbei eine doppelbödig-ironische Anthologie US-amerikanischer Landschaften, Mythen und Denkmäler.“

„Einer der besten Filme von Hitchcock, der alles beinhaltet: Spannung, Aufregung, Geheimnisvolles, eine Liebesgeschichte und nicht gerade wenig Humor. Grant, Saint, Mason und Carroll sind einfach hinreißend in ihren schwierigen Rollen.“

Der Journalist der Saturday Review betonte in seiner damaligen, unmittelbar nach der Premiere erschienenen Filmkritik die Stärke des Drehbuchs:

„Mr Lehman lieferte Hitchcock nicht nur genau die richtige Art von Geschichte, um seine Fähigkeiten zu nutzen, sondern er hat auch das heutzutage Seltene geschrieben – ein Originaldrehbuch für die Leinwand. Es ist also kein Wunder, dass North by Northwest pures Kino ist und auch ein herrlicher Leckerbissen.“

Für einen Redakteur des Spiegels stellte sich, nachdem der Film im Dezember 1959 in deutschen Kinos angelaufen war, die Geschichte als „unglaubwürdig“ und „verworren“ dar, die nur durch Hitchcocks Regie gerettet werde:

„Thriller-Spezialist Alfred Hitchcock hat es auch in seinem neuen Film vermocht, eine unglaubwürdige, verworrene Geschichte von Agenten-Machenschaften durch elegante und präzise Regie beträchtlich mit Hochspannung aufzuladen.“

François Truffaut bezeichnete North by Northwest als „die Summe (des) amerikanischen Werks (Hitchcocks).“

## Altersfreigaben
Der Film erhielt bei der Originalprüfung eine FSK-16-Freigabe – mit dieser kam er ins Kino. Bei einer Neuprüfung erhielt der Film eine FSK-12-Freigabe; alle Veröffentlichungen für das Heimkino tragen diese.

## Auszeichnungen (Auswahl)
- Der Film war 1960 in den Kategorien Bester Schnitt, Bestes Drehbuch sowie Best Art Direction-Set Decoration für den Oscar nominiert.
- Drehbuchautor Ernest Lehman erhielt für seine Arbeit eine Auszeichnung bei den Edgar Allan Poe Awards.
- Im gleichen Jahr wurde der Film mit dem Laurel Award als Bestes Action-Drama ausgezeichnet.
- 1995 wurde der Film in das National Film Registry aufgenommen.